# Skin Turns to Glass
Skin Turns to Glass es el segundo álbum de estudio de Nadja. Lanzado originalmente en octubre de 2003 en formato CD-R de edición limitada por el sello belga NOTHingness REcords, el disco fue regrabado tras la incorporación de Leah Buckareff a la banda y publicado en abril de 2008 por The End Records.

## Lista de canciones

### Edición original
| N.º | Título                | Duración |  |
| 1.  | «Sandskin»            | 11:40    |  |
| 2.  | «Skin Turns to Glass» | 12:20    |  |
| 3.  | «Slow Loss»           | 20:05    |  |

### Edición regrabada
| N.º | Título                | Duración |  |
| 1.  | «Sandskin»            | 14:25    |  |
| 2.  | «Skin Turns to Glass» | 17:58    |  |
| 3.  | «Slow Loss»           | 19:00    |  |
| 4.  | «(sin título)»        | 28:33    |  |

## Créditos

### Edición original
- Aidan Baker – guitarras, bajo, voz, caja de ritmos

### Edición regrabada
- Aidan Baker – guitarra, voz, flauta, piano, caja de ritmos
- Leah Buckareff – bajo, voz